# Gert Wilden
Gert Wilden (* 15. April 1917 in Mährisch-Trübau, Österreich-Ungarn; † 10. September 2015 in Tutzing; eigentlich Gerhart Alfred Arnold Wychodil) war ein deutscher Komponist, Filmkomponist, Arrangeur und Dirigent. Alternativ- und Publikationsnamen: Gert Wychodil, Frank Colter, V. Vychodil, Gerd Wilden, Jerry Wilton. Sein Sohn Gert Wilden junior (* 1954) ist ebenfalls Filmkomponist.

## Leben
Nach seiner Kindheit in Mähren und dem Abitur studierte Wilden unter anderem bei George Szell, Fidelio F. Finke und Fritz Rieger Kompositionslehre und Dirigieren an der Musikhochschule in Prag. Noch während seines Studiums übernahm er die Leitung des Rundfunkorchesters des Senders Pilsen.
Zur Filmmusik kam Wilden, der sich inzwischen in München niedergelassen hatte, nach dem Zweiten Weltkrieg. Er wurde Arrangeur für namhafte Filmkomponisten wie Werner Richard Heymann, Lothar Brühne und Hans-Martin Majewski.
Ab Ende der 1950er-Jahre entwickelte sich Wilden zu einem der meistbeschäftigten Filmkomponisten meist leichter Unterhaltungsfilme. Neben seinen Arbeiten für Schlagerfilme machte sich Wilden vor allem durch die musikalische Untermalung zahlreicher Abenteuer- sowie Kriminalfilme einen Namen. In den ausgehenden 1960er- und zu Beginn der 1970er-Jahre war Wilden der führende Filmkomponist der Sexwelle im deutschen Kino. Zu seinen bekanntesten Arbeiten für das Fernsehen zählt die Musik zu der Zeichentrickserie Heidi (1974).

Single Berlin, dein Gesicht hat Sommersprossen von Hildegard Knef, 1966. Gert Wilden und sein Orchester

Außerdem war Wilden als Arrangeur und Komponist für Michael Holm, Harald Juhnke, Hildegard Knef, Peggy March, Vico Torriani, Martin Egel und viele andere tätig. Von 1961 bis 1964 leitete er das Tanzorchester des Bayerischen Rundfunks. Im Jahr 1976 gründete er das Vokalensemble Die Viel-Harmoniker, bei dem er selbst als Pianist mitwirkte. Gert Wilden produzierte auch die Sängerin Angela, die mit dem Titellied zur Fernsehserie Tammy, das Mädchen vom Hausboot einen großen Hit hatte.
Am 10. September 2015 verstarb Gert Wilden im Alter von 98 Jahren in Tutzing.

## Filmografie (Auswahl)

### Spielfilme
- 1958: Der Sündenbock von Spatzenhausen
- 1958: Mikosch, der Stolz der Kompanie
- 1959: Bei der blonden Kathrein
- 1959: Tausend Sterne leuchten
- 1960: Schlagerparade 1960
- 1960: Das Rätsel der grünen Spinne
- 1960: O sole mio
- 1960: Orientalische Nächte
- 1961: Adieu, Lebewohl, Goodbye
- 1961: Schlagerparade 1961
- 1961: Ramona
- 1961: Drei weiße Birken
- 1961: Robert und Bertram
- 1961: Auf Wiedersehen
- 1962: Café Oriental
- 1962: Wenn die Musik spielt am Wörthersee
- 1962: Davon träumen alle Mädchen
- 1962: Das Geheimnis der schwarzen Koffer
- 1962: Heißer Hafen Hongkong
- 1962: Verrückt und zugenäht
- 1963: Der schwarze Panther von Ratana
- 1963: … denn die Musik und die Liebe in Tirol
- 1964: Weiße Fracht für Hongkong (Titel- und Schlussmusik aus Heißer Hafen Hongkong)
- 1964: Frühstück mit dem Tod
- 1964: Holiday in St. Tropez
- 1964: Verdammt zur Sünde
- 1965: Die schwarzen Adler von Santa Fe
- 1965: Hotel der toten Gäste
- 1965: Der Fluch des schwarzen Rubin
- 1965: Ich, Dr. Fu Man Chu
- 1965: Tausend Takte Übermut
- 1966: Das Spukschloß im Salzkammergut
- 1966: Komm mit zur blauen Adria
- 1969: Die jungen Tiger von Hongkong
- 1969: Madame und ihre Nichte
- 1970: Schulmädchen-Report: Was Eltern nicht für möglich halten
- 1971: Der neue heiße Report: Was Männer nicht für möglich halten
- 1971: Der neue Schulmädchen-Report. 2. Teil: Was Eltern den Schlaf raubt
- 1971: Schüler-Report
- 1971: Käpt’n Rauhbein aus St. Pauli
- 1972: Die dressierte Frau
- 1972: Mädchen, die nach München kommen
- 1973: Schulmädchen-Report. 5. Teil: Was Eltern wirklich wissen sollten
- 1973: Schulmädchen-Report. 6. Teil: Was Eltern gern vertuschen möchten
- 1974: Schulmädchen-Report. 7. Teil: Doch das Herz muß dabei sein
- 1974: Schulmädchen-Report. 8. Teil: Was Eltern nie erfahren dürfen
- 1975: Schulmädchen-Report. 9. Teil: Reifeprüfung vor dem Abitur
- 1976: Schulmädchen-Report. 10. Teil: Irgendwann fängt jede an
- 1985: Sprit für Spatzen
- 1987: Die Zeit des Birkenjungen

### Fernsehen
- ab 1969: Erkennen Sie die Melodie?
- 1973: Von uns für Sie
- 1973: Der Wind hat mir ein Lied erzählt (Fernsehshow)
- 1974: Heidi (außer Titelmusik: Christian Bruhn)
- 2012: Mensch Mama! (Fernsehfilm)
- 2012: Inga Lindström: Vier Frauen und die Liebe (Fernsehreihe)

## Diskografie (Auswahl)
- Gert Wilden & Orchestra, Schulmädchen-Report Crippled Dick Hot Wax, CDHW 024
- Gert Wilden & Orchestra, I Told You Not To Cry Crippled Dick Hot Wax, CDHW 031
- Deutsche Filmkomponisten, Folge 2, Gert Wilden, Bear Family Records, BCD 16484 AR
- Gert Wilden, Ich träum von dir, Telefunken SLE 14 435-P
- als Jerry Wilton and his Orchestra:

Hit-Magazin 68, 28 Happy Hits for Dancing, Telefunken, SLE 14 487-P,
Hit-Magazin 68 Folge 2, 28 Happy Hits for Dancing, Telefunken, SLE 14 517-P,
Hit-Magazin 69/1, 28 Happy Hits for Dancing, Telefunken, SLE 14 532-P,
Hit-Magazin 69/2, 28 Happy Hits for Dancing, Telefunken, SLE 14 555-P,
Hit-Magazin 70/1, 28 Happy Hits for Dancing, Telefunken, SLE 14 567-P,
Hit-Magazin 70/2, 28 Happy Hits for Dancing, Telefunken, SLE 14 577-P,
Hit-Magazin 71/1, 28 Happy Hits for Dancing, Telefunken, SLE,
Hit-Magazin 71/2, 28 Happy Hits for Dancing, Telefunken, SLE 14 612-P,
Happy Sound For Dancing, SLE 14 449-P,
Happy Sound For Dancing 2, SLE 14 473-P,
Die goldenen Schlager der 30er Jahre, BASF 65 167 (1976),